# Sybropis
Sybropis is een kevergeslacht uit de familie van de boktorren (Cerambycidae). De wetenschappelijke naam van het geslacht werd voor het eerst geldig gepubliceerd in 1885 door Pascoe.

## Soorten
Sybropis is monotypisch en omvat slechts de volgende soort:
- Sybropis frontalis Pascoe, 1885